# Navenby
Navenby – wieś w Anglii, w hrabstwie Lincolnshire, w dystrykcie North Kesteven. Leży 14 km na południe od Lincoln i 180 km na północ od Londynu.
W 2001 miejscowość liczyła 1666 mieszkańców.